# Bezirk Unterelsaß

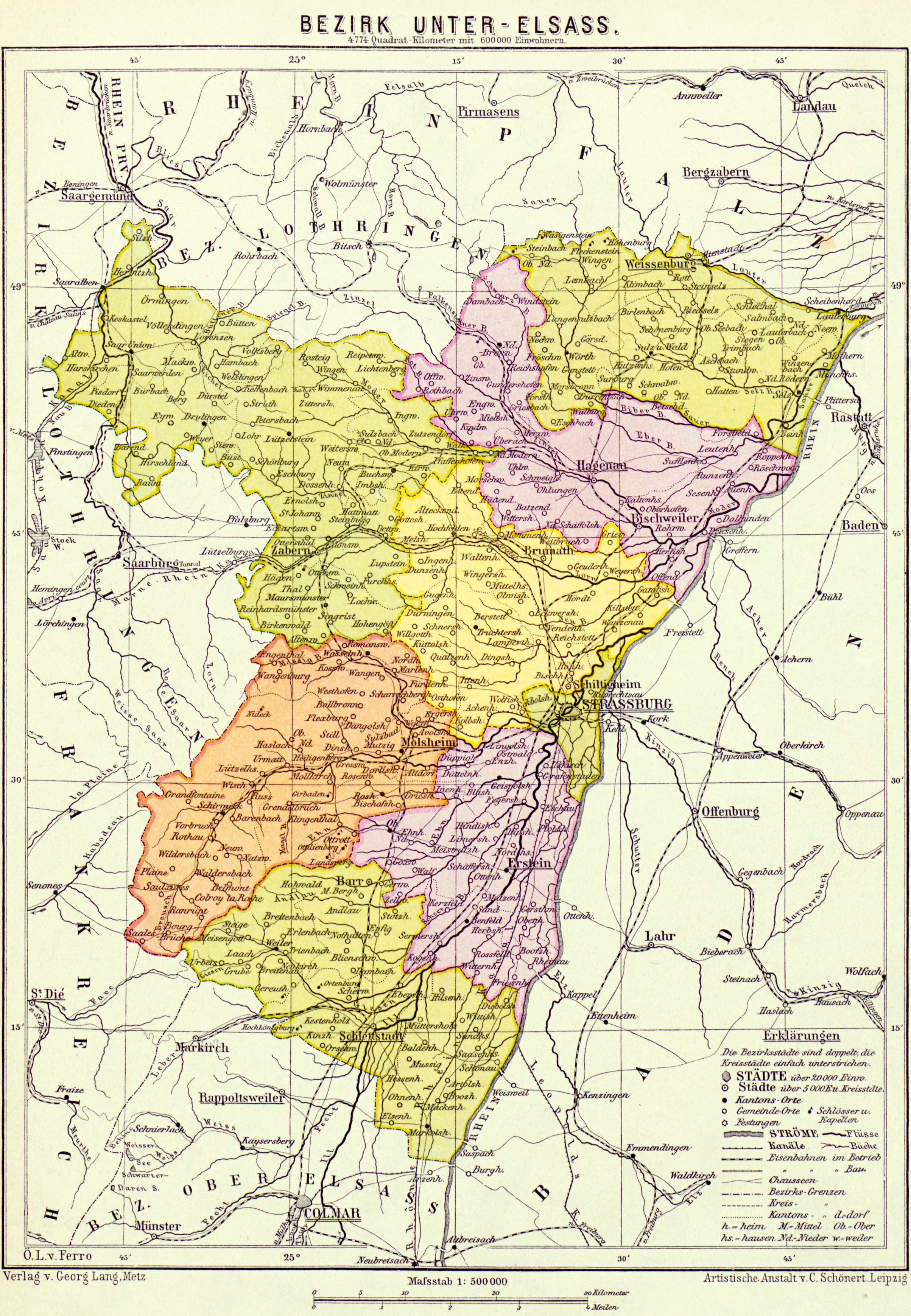
Bezirk Unterelsaß 1890

Der Bezirk Unterelsaß (französisch Département Bas-Rhin) war von 1871 bis 1918 einer der drei Bezirke des Reichslandes Elsaß-Lothringen im Deutschen Reich. Bezirksstadt war Straßburg. Das Gebiet des Bezirks entsprach weitgehend dem des heutigen Département Bas-Rhin. Der Bezirk umfasste 1910 4.786 km² und zählte 700.938 Einwohner.

## Geschichte
Vom 10. Mai 1871 (Friede von Frankfurt) bis zum 28. Juni 1919 (Friedensvertrag von Versailles) war der Bezirk ein Teil des Deutschen Reiches.

## Bezirkspräsidenten

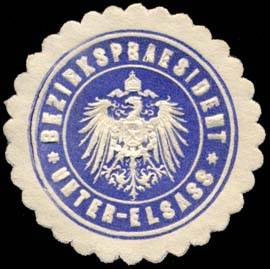
Siegelmarke Bezirkspräsident Unterelsaß

An der Spitze des Bezirks stand ein Bezirkspräsident.
- 1870–1871: Friedrich von Luxburg (1829–1905)
- 1871–1875: Adolf Ernst von Ernsthausen (1827–1894)
- 1875–1880: Karl Ledderhose (1821–1899)
- 1880–1886: Otto Back (1834–1917)
- 1886–1889: Joseph Philipp von Stichaner (1838–1889)
- 1889–1898: Julius von Freyberg-Eisenberg (1832–1912)
- 1898–1907: Alexander Halm (1840–1913)
- 1907–1918: Otto Pöhlmann (1848–1927)

## Verwaltungsgliederung
Der Bezirk gliederte sich in die folgenden acht Kreise, entsprechend den französischen Arrondissements.

### Stadtkreis
- Stadtkreis Straßburg

### Landkreise
- Kreis Erstein
- Kreis Hagenau
- Kreis Molsheim
- Kreis Schlettstadt
- Kreis Straßburg
- Kreis Weißenburg
- Kreis Zabern